# Pterodon abruptus
Pterodon abruptus là một loài thực vật có hoa trong họ Đậu. Loài này được (Moric.) Benth. miêu tả khoa học đầu tiên.